# 低山 (亞利桑那州)
低山（英語：Low Mountain）是位於美國亞利桑那州納瓦霍縣的一個人口普查指定地區。根據2010年美國人口普查，該地人口為757人，而該地的面積約為95.58平方千米。

## 地理
低山的座標為35°56′53″N 110°05′53″W / 35.94806°N 110.09806°W，而該地最高點為海拔高度1880米（即6168英尺）。